# Distrito de Huayucachi
El distrito de Huayucachi es uno de los veintiocho que conforman la provincia de Huancayo, ubicada en el Departamento de Junín, bajo la administración del Gobierno Regional de Junín, Perú.  Limita por el norte con el Distrito de Huancán; por el este con el Distrito de Sapallanga; por el sur con el Distrito de Viques; y, por el oeste con la provincia de Chupaca.
Desde el punto de vista jerárquico de la Iglesia católica forma parte de la arquidiócesis de Huancayo.

## Historia
Este distrito fue creado por Ley sin número del 10 de noviembre de 1857, en el gobierno del Presidente Ramón Castilla.

## Geografía
El distrito abarca una superficie de 13,3 km², se encuentra a una altitud de 3201 m s. n. m. y tiene una población de 8558 habitantes según el censo del 2007.

## Capital
Su capital es el poblado de Huayucachi.
Está dividido en un Centro Poblado Menor: Huamanmarca; y diez barrios: Centro, Chanchas, Colpa, Colpa Alta, La libertad, Mantaro, Manya, Miraflores, Quillispata y Yacus.

## Autoridades

### Municipales
- 2015-2018[3]
  - Alcalde: Michael Palacios Ramos, Movimiento Junín Sostenible con su Gente (JSG).
  - Regidores:  Alex Myler Vásquez Remigio (JSG), Lourdes Ylda Poma Flores (JSG), Pablo Ederson Quintanilla Orellana (JSG), Wilmer Romero Vásquez (JSG), Ruth Quintanilla de Balvín (Acción Popular).
- 2011-2014[4][5]
  - Alcalde:  Miguel Ángel Carhuallanqui Huamán, Movimiento Político Regional Perú Libre (PL).
  - Regidores: Fredy Raúl Romero Rojas (PL), Jorge Tobías Molina Zenteno (PL), Galierna Generosa Lara Pérez (PL), Gloria Maritza Ríos Vilcahuaman (PL), Efraín Mauro de la Cruz Montes (APRA).
- 2007-2010
  - Alcalde: Michael Palacios Ramos.

### Policiales
- Comisaría Huayucachi
  - Comisario: MAYOR PNP Alfredo Abel MIGUEL RAYME

### Salud
- Centro de salud Huayucachi (I-3)
  - Jefe: Lic. Hugo Nilo Aliaga Suárez
- Posta de Salud Huamanmarca (I-1)

### Religiosas
- Arquidiócesis de Huancayo[6]
  - Arzobispo: Mons. Pedro Barrego Jimeno, SJ.
- Parroquia Nuestra Señora del Perpetuo Socorro[7]
  - Párroco: Pbro. Mansuelo Rivera Flores.

## Festividades
Huayucachi es conocido, además por la festividad tradicional en honor al "Tayta Niño" (Niño Dios) que se celebra la última semana de enero. En su honor se da la danza-ritual del "Zumbanacuy", consiste en el azote entre miembros de dos bandos opuestos: "Chinchilpos" y "Gamonales" con similares atavíos pero de diferentes colores: rojo y celeste, respectivamente.

## Deportes
El distrito tiene como estadio principal al complejo deportivo Condorhuayo, con capacidad para 1000 espectadores, sitio donde se juega la Liga Distrital de Fútbol de Huayucachi. Otras canchas populares son el estadio municipal de Huamanmarca, el complejo deportivo Mamanchicpa y el complejo deportivo Barrio Chanchas.
Entre los clubes más antiguos y populares del distrito, destacan: El Club Sport Inca Huamanmarca (fundado el 1 de enero de 1928), el club Alianza Huayucachi, el Club Deportivo "Olimpico Quillispata", el Club Deportivo "Defensor Huayucachi", el Club Deportivo "Alianza Colpa". el Club Deportivo "Sport Boys" , el Club Deportivo "Barrio Huaucos", entre otros.